# Джхарсугуда
Джхарсугуда (ория ଝାରସୁଗୁଡ଼ା, хинди झारसुगुडा, англ. Jharsuguda) — город в индийском штате Орисса. Административный центр округа Джхарсугуда. Средняя высота над уровнем моря — 218 метров. По данным всеиндийской переписи 2001 года, в городе проживало 75 570 человек, из которых мужчины составляли 52 %, женщины — соответственно 48 %. Уровень грамотности взрослого населения составлял 73 % (при общеиндийском показателе 59,5 %). Уровень грамотности среди мужчин составлял 77 %, среди женщин — 60 %. 12 % населения было моложе 6 лет.